# Алань
Алань — упраздненная в 2016 году деревня в Нижнекамском районе Татарстана. Входила на момент упразднения в городское поселение город Нижнекамск.

## География
Урочище расположено на берегу реки Аланка в непосредственной близости к югу от Нижнекамска.

## История
Упразднена Законом Республики Татарстан от 19 ноября 2016 года № 86-ЗРТ

## Население
Согласно всероссийской переписи населения 2002 года в деревне проживало 27 человек.
Национальный состав деревни: русские, татары, чуваши.

## Инфраструктура
Отсутствует.